# Verity Records
Verity Records — американський звукозаписний лейбл, орієнтований на госпел, заснований у 1994 році. У 2013 році лейбл став дочірньою компанією RCA Inspiration, групи Gospel, якою керує RCA Label Group, яка, у свою чергу, належить Sony Music Entertainment.

## Артисти
- 21:03
- Crystal Aikin
- Deitrick Haddon
- DeWayne Woods
- Donald Lawrence
- Donnie McClurkin
- Fred Hammond
- Kirk Franklin
- Jason Nelson
- John P. Kee
- Hezekiah Walker
- Marvin Sapp
- Kurt Carr
- Richard Smallwood
- William Murphy
- Byron Cage
- Deon Kipping
- Maurette Brown Clark
- Shea Norman
- Yolanda Adams
- Israel Houghton